# Isabelle Stengers
Isabelle Stengers (Bruxelas, 1949) é uma filósofa e historiadora belga, notável por sua contribuição à filosofia da ciência.
Formada em química na Universidade Livre de Bruxelas, é autora de livros sobre teoria do caos, em parceria com o químico russo Ilya Prigogine. Stengers e Prigogine inspiram-se  no trabalho de Deleuze, tratando-o como uma fonte filosófica importante para pensar as questões relativas à irreversibilidade e o universo como um sistema aberto.
Seus mais recentes trabalhos referem-se à sua proposta de Cosmopolítica, um aspecto-chave ao qual Bruno Latour se refere como "composição progressiva de um mundo comum" no qual o não humano e o humano estão intimamente  ligados. Além disso, ela também tem-se dedicado à revisitação e modulação pragmática da filosofia especulativa de Alfred North Whitehead. Seu livro Cosmopolitics ganhou o Prêmio Ludwik Fleck de 2013.

## Biografia
Os interesses de pesquisa da Professora Stengers incluem a filosofia da ciência e a história da ciência. Stengers é professora em Filosofia da Ciência na Universidade Livre de Bruxelas  e recebeu o grande prêmio de filosofia da Academia Francesa em 1993. Stengers escreveu sua tese de doutorado sobre o filósofo inglês Alfred North Whitehead, outros trabalhos também trataram de filósofos europeus como Michel Serres, Gilbert Simondon e Gilles Deleuze. Stengers também colaborou com o psiquiatra Leon Chertok, e o sociólogo e antropólogo da ciência Bruno Latour. Seu livro A invenção das Ciências Modernas foi parcialmente inspirado no ensaio Jamais Fomos Modernos, de Latour,